# Noga Alon
Noga Alon (em hebraico:  נוגה אלון; Israel, 17 de fevereiro de 1956) é um matemático israelense, conhecido por suas contribuições à combinatória e ciência da computação teórica.
Alon é Baumritter Professor of Mathematics and Computer Science na Universidade de Tel Aviv, Israel. Obteve a graduação na Hebrew Reali School em 1974 e um doutorado em matemática na Universidade Hebraica de Jerusalém em 1983. Ocupou postos de visitante em vários institutos de pesquisa, incluindo o Instituto de Tecnologia de Massachusetts (MIT), o Instituto de Estudos Avançados de Princeton, o IBM Research - Almaden, o Bell Labs e o Microsoft Research.
Foi palestrante plenário do Congresso Internacional de Matemáticos em Pequim (2002).
Alon é membro da Academia de Ciências e Humanidades de Israel desde 1997. Em 2015 foi eleito fellow da American Mathematical Society e apresentou a Łojasiewicz Lecture ("Signrank and its applications in combinatorics and complexity") na Universidade Jaguelônica. Em 2017 tornou-se fellow da Association for Computing Machinery.

## Publicações selecionadas

### Livros
- 1992. The Probabilistic Method (com Joel Spencer)  Wiley.

Segunda edição 2004. ISBN 978-0-471-65398-1
Terceira edição 2008. ISBN 978-0-470-17020-5

### Artigos
- 1996. The space complexity of approximating the frequency moments. (com Yossi Matias e Mario Szegedy) ACM STOC '96.

recebeu o Prêmio Gödel de 2005.
- 1987. The monotone circuit complexity of Boolean functions. (com Ravi B Boppana). Combinatorica 1987, Volume 7, Issue 1
- 1986. Eigenvalues and expanders. Combinatorica 1986, Volume 6, Issue 2.